# Сливки (Ивано-Франковская область)
Сливки (укр. Сливки) — село в Перегинской поселковой общине Калушского района Ивано-Франковской области Украины.
Население по переписи 2001 года составляло 1219 человек. Почтовый индекс — 77671. Телефонный код — 3474.